# Векшин, Георгий Ефимович
Гео́ргий Ефи́мович Ве́кшин (22 апреля (5 мая) 1917, Алнаши, Вятская губерния — 28 июля 2002, Ижевск) — российский и советский театральный художник, график, заслуженный деятель искусств Удмуртской АССР и РСФСР.

## Биография
Родился 22 апреля (5 мая) 1917 в селе Алнаши в удмуртской крестьянской семье. После окончания Алнашской школы работал художником-оформителем в сельском клубе. В 1938 году окончил Ижевское театрально-художественное училище и в этом же году начал работать художником в Удмуртском театре, с 1942 года — главным художником.
В 1951 году Георгий Ефимович стал первым художником-удмуртом, принятым в члены Союза художников Удмуртской АССР. С 1952 года был членом Всероссийского театрального общества.
Векшин Г. Е. работал в Удмуртском музыкально-драматическом театре до 1977 года. За эти годы оформил около 200 музыкальных, драматических и балетных спектаклей. Он является основоположником удмуртского национального театрально-декорационного искусства. Впервые ввёл в оформление спектаклей элементы удмуртского народного искусства и архитектуры. Создавал декорации к первой удмуртской опере «Наталь» Г. А. Корепанова, балету «Италмас» Г. М. Корепанова-Камского и опере-балету «Чипчирган». Также занимался книжной графикой. Макеты оформления и эскизы Векшина Г. Е. экспонировались на Всероссийской выставке художников театра в Москве (1966) и выставке художественных автономных республик РСФСР в Москве (1971).

## Награды и звания
- Заслуженный деятель искусств Удмуртской АССР (1950)[4][1].
- Заслуженный деятель искусств РСФСР (1958)[4][1].
- Орден «Знак Почёта»[2].
- Имя Векшина Г. Е. занесено в Почётную книгу трудовой славы и героизма УАССР[2].